# Enrico Cobioni

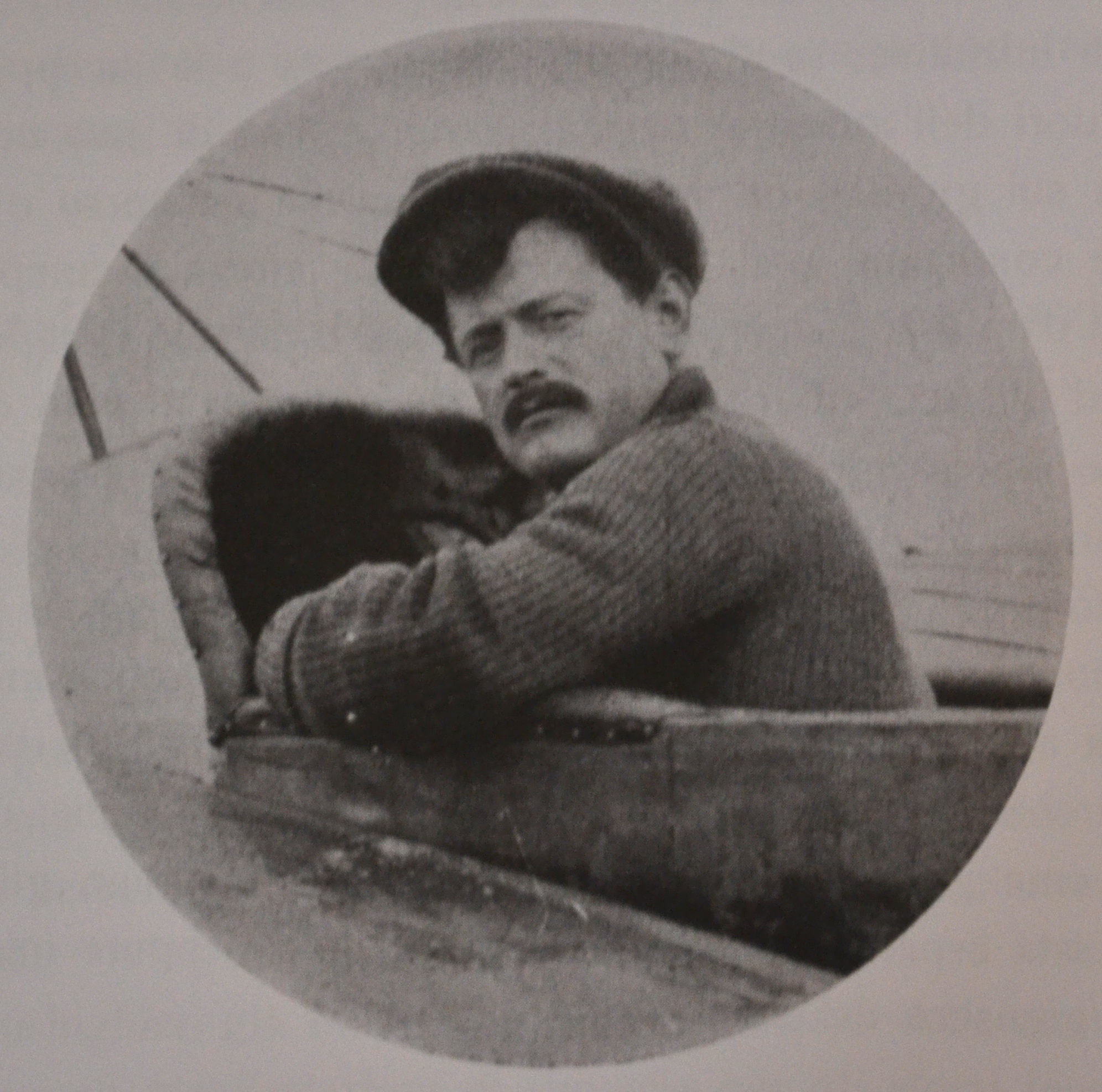
Enrico Cobioni am 14. April 1912 kurz vor dem Flug von Vizzola Ticino nach Mailand

Enrico Cobioni, auch Henri Cobioni (* 16. September 1881 in Tavannes; † 15. Oktober 1912 in La Chaux-de-Fonds) war ein Schweizer Luftfahrtpionier.
Der einer in den Berner Jura ausgewanderten Tessiner Familie entstammende Cobioni liess sich an der École d’aviation in Chartres zum Piloten ausbilden und erhielt am 23. Juni 1908 in Somma Lombardo, Italien, seinen Flugschein. Der Flugzeugbauer Gianni Caproni überließ ihm die Führung seiner Flugschule, und Cobioni erreichte mehrere Weltrekorde in Geschwindigkeit und Flugdauer.
Unter anderem erflog Cobioni drei italienische Flugrekorde am 30. Januar 1912 auf der Caproni CA-9 für Geschwindigkeit, Distanz und Flugdauer und fügte am 14. Februar noch den nationalen Steigrekord hinzu.
Zusammen mit einem Journalisten, der bei ihm an Bord war, verlor Cobioni sein Leben mit nur 31 Jahren bei einem Flugzeugabsturz während eines Kunstflugmeetings in La Chaux-de-Fonds vor 30.000 Zuschauern.